# Charles Mazeau
Pour les articles homonymes, voir Mazeau.
Charles Jean Jacques Mazeau, né à Dijon le 1er septembre 1825 et mort à Paris le 8 février 1905, est un homme politique français.

## Biographie
Il fut premier président de la Cour de cassation de 1890 à 1900 pendant l'Affaire Dreyfus. En sa qualité de président, il signe le 3 juin 1899 l'arrêt de cassation qui renvoie Alfred Dreyfus devant le deuxième Conseil de guerre de Rennes.
Conseiller général de la Côte-d'Or élu dans le canton de Gevrey-Chambertin en novembre 1869, il est élu en 1871 à l'Assemblée nationale à l'occasion des élections partielles de juillet. Il devient sénateur de la Côte-d'Or en 1876, poste qu'il occupa jusqu'en 1903.
Il fut ministre de la Justice du 30 mai 1887 au 30 novembre 1887 dans le 1er gouvernement de Maurice Rouvier. Après avoir protégé Jules Grévy et Daniel Wilson lors de l'affaire des décorations, il démissionne de son poste.
Charles Mazeau résidait à la maison des Cèdres à Dijon, devenu aujourd'hui le centre local des Secours populaires. Il repose au cimetière des Péjoces à Dijon.